# Fizeau (cráter)

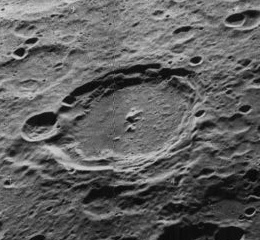
Otra imagen oblicua tomada por el Lunar Orbiter 5, vista desde el oeste

Fizeau es un prominente cráter de impacto que se encuentra en la cara oculta de la Luna, en el hemisferio sur. Cerca del cráter se hallan Minkowski hacia el oeste-noroeste, y Eijkman al suroeste.
|  |  |

La pared interna del borde del cráter presenta un perfil aterrazado en la mitad norte, mientras que el borde sur tiene una superficie interior de cizallamiento ha producido una serie de depósitos sobre el fondo del cráter. Un pequeño pero prominente cráter atraviesa el borde sudoeste, con una superficie interior que forma bancales escalonados que cubren la mayor parte de su interior. También aparecen cráteres más pequeños en el brocal hacia el noreste y el oeste-suroeste.
El interior de Fizeau es relativamente plano una vez sobrepasadas las terrazas, con algunas pequeñas elevaciones en la sección noroeste del cráter, que presenta un pico central cerca del punto medio. Sólo unos pocos cráteres de reducido tamaño marcan su plataforma interior.

## Cráteres satélite
Por convención estos elementos son identificados en los mapas lunares poniendo la letra en el lado del punto medio del cráter que está más cerca de Fizeau.
|        | \| Fizeau \| Coordenadas \| Diámetro \| \| ------ \| -------------------------------- \| -------- \| \| C \| 56°06′S 128°30′O / -56.1, -128.5 \| 22 km \| \| F \| 58°12′S 124°30′O / -58.2, -124.5 \| 19 km \| \| G \| 59°12′S 124°30′O / -59.2, -124.5 \| 54 km \| \| Q \| 59°48′S 136°18′O / -59.8, -136.3 \| 28 km \| \| S \| 58°42′S 139°54′O / -58.7, -139.9 \| 62 km \| |          |
| Fizeau | Coordenadas | Diámetro |
| C      | 56°06′S 128°30′O / -56.1, -128.5 | 22 km    |
| F      | 58°12′S 124°30′O / -58.2, -124.5 | 19 km    |
| G      | 59°12′S 124°30′O / -59.2, -124.5 | 54 km    |
| Q      | 59°48′S 136°18′O / -59.8, -136.3 | 28 km    |
| S      | 58°42′S 139°54′O / -58.7, -139.9 | 62 km    |